# Département de Chuquisaca
Le département de Chuquisaca est un département du centre-sud de la Bolivie. Sa capitale est Sucre, qui est également la capitale historique et constitutionnelle du pays.
Avec 581 347 habitants en 2012, il est le cinquième département bolivien le plus peuplé et le quatrième le plus dense. Son territoire est constitué de hautes terres andines à l'ouest, de vallées d'altitude intermédiaire occupant toutes les régions centrales et du Gran Chaco au sud-est, une grande plaine forestière tropicale sèche pratiquement inhabitée.

## Géographie

### Localisation
Avec ses 51 524 km2, le département de Chuquisaca est le deuxième plus petit en superficie de la Bolivie après celui de Tarija. Son territoire est caractérisé par la présence d'un panhandle au sud-est qui permet également de bénéficier d'une frontière internationale avec le Paraguay.
Il est limité à l'ouest par le département de Potosí, au nord par le département de Cochabamba, à l'est par le département de Santa Cruz et le Paraguay et au sud par le département de Tarija.

### Relief

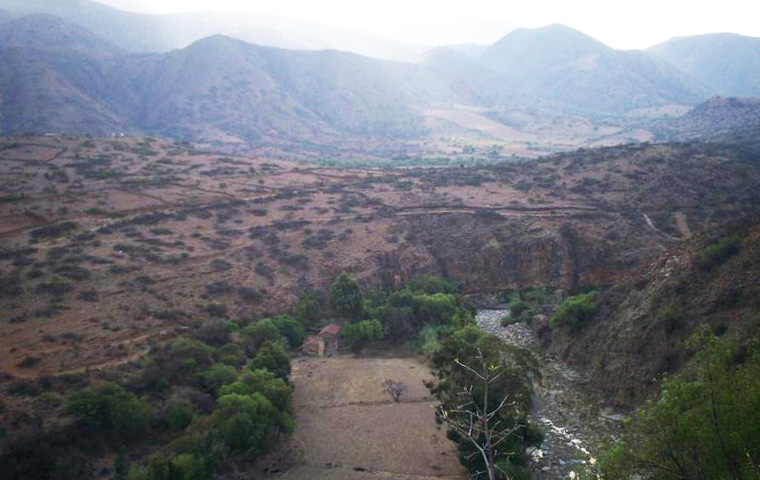
Vallée de moyenne altitude dans la province de Jaime Zudañez.

Situé dans la partie orientale de la cordillère des Andes, le relief du département est principalement constitué de vallées, bien qu'il demeure relativement varié. Les plus hauts sommets (d'environ 3 000 m) se trouvent à l'ouest du département et l'altitude diminue tranquillement vers l'est par une succession de crêtes et de vallées. Des forêts plus humides, dignes des Yungas, se trouvent également entre les hauts sommets et les basses terres. À l'extrême sud-est, se trouve la région du Gran Chaco, une plaine sèche très plane et dont l'altitude oscille autour de 335 m.

### Climat
Le climat de Chuquisaca varie considérablement en fonction de l'endroit analysé.
La partie nord du département, y compris la capitale départementale, est caractérisée par un climat généralement chaud et tempéré où les hivers sont courts, secs et frais et où les étés sont également courts, plus pluvieux et chauds. Les températures moyennes oscillent entre 3 °C et 21 °C en hiver et entre 9 °C et 24 °C en été. Selon la classification climatique de Köppen, le climat de ce secteur est océanique de montagne (Cwb),.
La partie sud-ouest du département, est quant à elle, caractérisée par un climat semi-aride froid (BSk) où les hivers sont courts, secs et frais, atteignant parfois même des températures sous le point de congélation et où les étés sont également courts, généralement plus humides et plus tempérés. Les températures moyennes oscillent entre −1 °C et 19 °C en hiver et entre 9 °C et 22 °C en été.
La partie sud-est du département, située en plein Chaco bolivien, se distingue grandement. Typique d'un climat tropical de savane (Aw), les hivers sont courts, secs et généralement chauds avec des températures moyennes oscillant entre 11 °C et 26 °C et où les étés sont longs, généralement secs et très chauds avec des températures moyennes oscillant entre 19 °C et 33 °C.
D'autres microclimats existent également dans certaines zones intermédiaires situées aux confins de ces trois grandes zones climatiques.

## Population

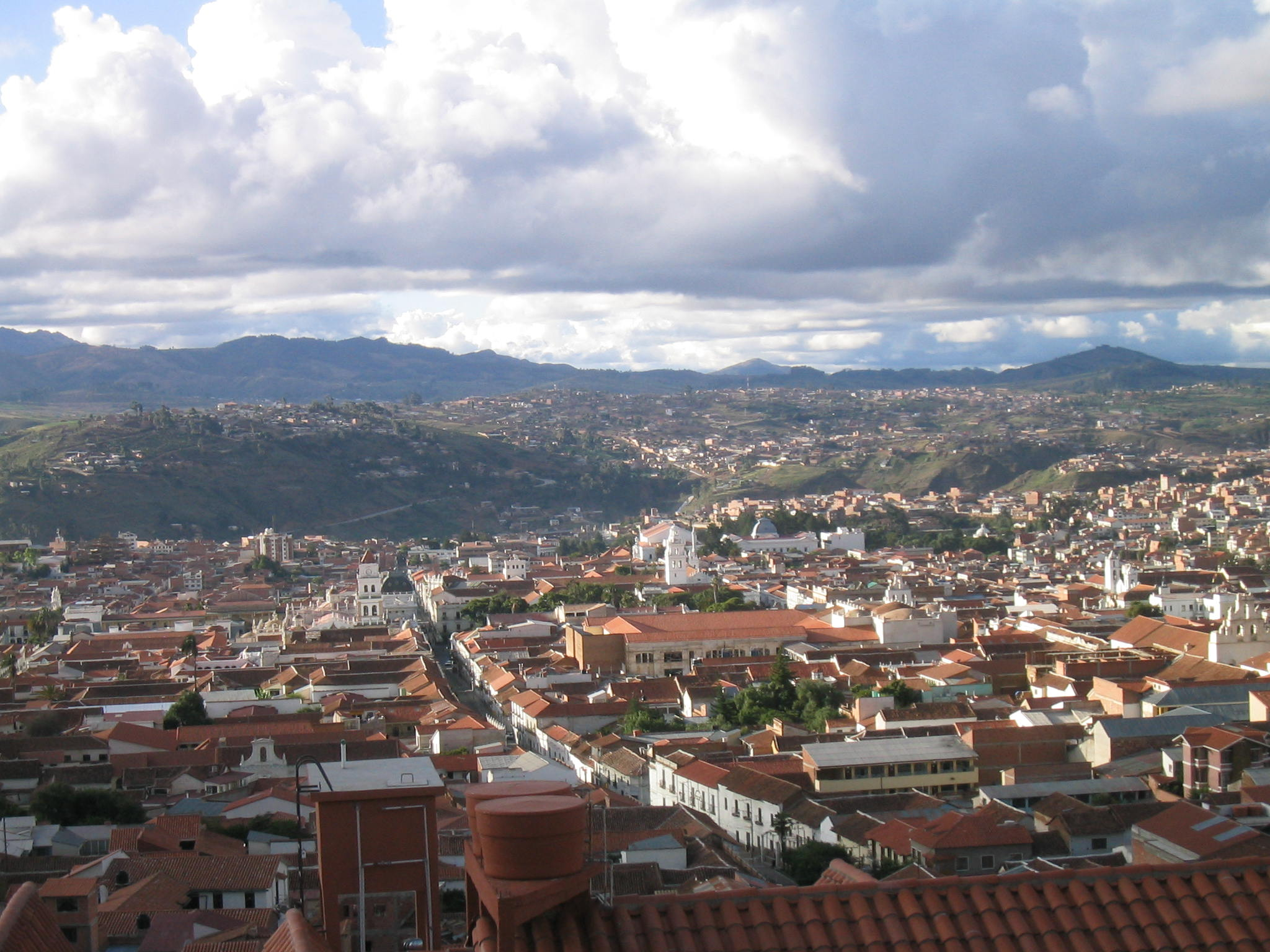
La capitale départementale, Sucre.

En 2012, la population du département s'élève à 581 347 habitants, ce qui représente 5,48 % de la population de toute la Bolivie.
La municipalité du département la plus peuplée est la capitale Sucre, avec une population de 261 201 habitants, ce qui constitue 44,93 % de la population départementale totale. À elles seules, les municipalités de Sucre, San Lucas et Monteagudo regroupent 55,9 % de la population totale du département.

### Langues parlées
Les principales langues parlées dans le département sont l'espagnol et le quechua. Il s'y trouve également une part substantielle de locuteurs du guarani dans le département. Le tableau suivant présente le nombre d'habitants du département âgés de six ans et plus en fonction de leur langue principalement parlée pour l'année 2012.
| Langue                  | Département | Bolivie   |
| ----------------------- | ----------- | --------- |
| Espagnol                | 273 885     | 5 424 685 |
| Quechua                 | 194 464     | 1 339 919 |
| Guarani                 | 4 251       | 39 307    |
| Aymara                  | 1 126       | 836 570   |
| Autre langue autochtone | 26          | 34 414    |
| Autre langue            | 2 248       | 250 754   |

### Évolution démographique
Le tableau suivant présente la population du département selon les recensements boliviens. Il est à noter que les résultats antérieurs à 1882 peuvent avoir une fiabilité variable, considérant les méthodes d'estimation de l'époque qui pouvaient s'appliquer à des territoires plus étendus.
| 1831    | 1835   | 1845    | 1854    | 1882    | 1900    | 1950    | 1976    | 1992    |
| ------- | ------ | ------- | ------- | ------- | ------- | ------- | ------- | ------- |
| 112 590 | 94 990 | 156 041 | 349 119 | 123 347 | 204 434 | 260 479 | 358 488 | 453 756 |

| 2001    | 2012    | 2022 | - | - | - | - | - | - |
| ------- | ------- | ---- | - | - | - | - | - | - |
| 531 522 | 581 347 | —    | - | - | - | - | - | - |

## Divisions administratives
Le département de Chuquisaca est subdivisé en dix provinces, qui sont, à leur tour, divisées en 29 municipalités. Chacune des provinces est dirigée par un sous-gouverneur, nommé par le gouverneur du département.
La province la plus peuplée du département est la province d'Oropeza avec une population de 288 039 habitants et la moins peuplée est la province de Belisario Boeto avec 11 161 habitants.
| Province        | Superficie (km²) | Population (2001) | Population (2012) | Capitale          | Carte des provinces                              |
| --------------- | ---------------- | ----------------- | ----------------- | ----------------- | ------------------------------------------------ |
| Azurduy         | 4 185            | 27 140            | 24 913            | Sopachuy          | Carte des provinces du département de Chuquisaca |
| Belisario Boeto | 2 000            | 12 277            | 11 161            | Serrano           | Carte des provinces du département de Chuquisaca |
| Hernando Siles  | 5 473            | 36 511            | 32 652            | Monteagudo        | Carte des provinces du département de Chuquisaca |
| Jaime Zudáñez   | 3 738            | 32 857            | 39 589            | Presto            | Carte des provinces du département de Chuquisaca |
| Luis Calvo      | 13 299           | 20 479            | 19 679            | Villa Vaca Guzmán | Carte des provinces du département de Chuquisaca |
| Nor Cinti       | 7 983            | 69 512            | 77 370            | Camargo           | Carte des provinces du département de Chuquisaca |
| Oropeza         | 3 943            | 241 376           | 288 039           | Sucre             | Carte des provinces du département de Chuquisaca |
| Sud Cinti       | 5 484            | 24 321            | 25 333            | Villa Abecia      | Carte des provinces du département de Chuquisaca |
| Tomina          | 3 947            | 37 482            | 35 556            | Padilla           | Carte des provinces du département de Chuquisaca |
| Yamparáez       | 1 472            | 29 567            | 27 055            | Tarabuco          | Carte des provinces du département de Chuquisaca |

## Économie
L'économie de Chuquisaca constitue en 2016 la sixième économie départementale de Bolivie et représente 5,01 % de l'économie bolivienne, soit environ 2 070 millions de dollars US. Le PIB par habitant à Chuquisaca est de 2 772 dollars US en 2017 et occupe à ce titre le cinquième plus haut PIB par habitant de la Bolivie.
L'économie du département repose principalement sur l'agriculture, l'élevage et l'extraction gazière. Les principaux produits sont le maïs, la patate, le blé, l'orge, les légumineuses et les légumes. Le poivre, le riz, le tabac sont en outre cultivés dans les zones tropicales. En ce qui a trait à l'élevage, ceux des chèvres, des moutons, des vaches et des porcs sont les plus répandus,.
Les principaux produits industriels sont le vin, les cigarettes, le filage et le ciment. Le département possède aussi 5,18 % de la quantité totale de gaz naturel de Bolivie, ce qui en fait son principal produit de base exporté, représentant environ 66 % du total des exportations en 2019. Le minerai de zinc suit en deuxième position avec une quantité représentant environ 16 % du total des exportations. Celles-ci ont lieu en majorité vers le Brésil et l'Argentine.